# Кенты

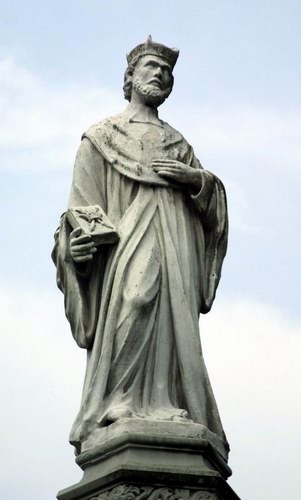
Памятник св. Яну из Кенты на Рыночной площади города

Кенты (пол. Kęty) — город в Польше, входит в Малопольское воеводство, Освенцимский повят. Имеет статус городско-сельской гмины. Занимает площадь 23,14 км². Население — 19 428 человек (на 2006 год).

## Достопримечательности
- Еврейское кладбище — памятник культуры Малопольского воеводства.

## Известные уроженцы и жители
- Грабовский, Амброзий (1782—1868) — польский историк, археолог, автор путеводителей по Кракову.
- Ян из Кенты (Ян Ваценга) — пресвитер, польский святой Римско-католической церкви, бакалавр теологии, кантор университетского костёла св. Флориана под Краковом, настоятель базилики св. Андрея в Олькуше.
- Фройнд, Август (1835—1892) — австрийско-польский химик.